# Otto Krille
Otto Moritz Krille (* 5. August 1878 in Börnersdorf bei Gottleuba; † 31. Januar 1954 in Zürich) war ein deutscher sozialdemokratischer Schriftsteller. Krille veröffentlichte auch unter dem Pseudonym Eugen Tubandt.

## Leben
Otto Moritz Krille wuchs in ärmlichen Verhältnissen auf, sein Vater, der Maurer Friedrich August Krille, starb im Jahr 1878 noch vor seiner Geburt, seine Mutter, Wilhelmine Hornauer, war Land- und Fabrikarbeiterin. Mit dreizehn Jahren wurde er auf die Soldaten-Knabenerziehungsanstalt in Kleinstruppen geschickt, danach auf die Unteroffiziersschule, „Marienberger Anstalt“, wo er im Jahr 1893 wegen Ungeeignetheit entlassen wurde. Krille war bis 1900 Fabrikarbeiter in Dresden und schloss sich der Sozialdemokratie an. Seine Wehrpflicht leistete er zin den Jahren 1900 bis 1902 ab. Danach besuchte er in Berlin für ein Jahr die Humboldt-Akademie. Sein zweiter Gedichtband Aus engen Gassen erhielt eine Einleitung von Clara Zetkin und wurde 1904 von Johannes Sassenbach herausgegeben. Im Jahr 1912 erschienen im ersten Heft der kurzlebigen Kritischen Tribüne mehrere seiner Gedichte, denen der Verantwortliche Redakteur Georg Hecht eine kritische Würdigung anschloss. Beim Verlag Egon Fleischel veröffentlichte er im Jahr 1914 sein autobiographisches Werk „Unter dem Joch“. Krille engagierte sich auch in der Jugendarbeit der SPD.
Bis 1914 arbeitete er als Redakteur und Schriftleiter bei sozialdemokratischen Presseorganen. In der 1910 von Theodor Lessing ausgelösten Lublinski-Affäre nahm Krille für Lessing Stellung, um beiläufig zu erwähnen, dass (s)ein Gedichtband von den Zeitungen nur rezensiert würde, wenn vorher eine Annonce für das Buch aufgegeben worden sei. Er arbeitete auch bei der Schwäbischen Tagwacht in Stuttgart und trat am 30. September 1911 mit Friedrich Westmeyer aus deren Redaktion aus. Im Ersten Weltkrieg war er Soldat.
Nach dem Krieg lebte er als freier Schriftsteller in München, wo er auch eine Funktion im Reichsbanner Schwarz-Rot-Gold hatte. Nach der Machtergreifung der Nationalsozialisten 1933 musste er in die Schweiz fliehen. Im Jahr 1937 wurde er in Deutschland ausgebürgert. Krille lebte von den 50 SFr., die er 1939 monatlich vom schweizerischen Arbeiter-Hilfswerk bekam, und musste die Schweizer Behörden anbetteln, um eine Zahnbehandlung zu erhalten. Krille war zwar 1937 in den Schweizerischen Schriftstellerverband (SSV) aufgenommen worden, erhielt aber im Jahr 1940 von der Schweizer Fremdenpolizei wegen angeblicher Hilfsdienste für ausländische kommunistische Funktionäre und Beeinflussung der Jugend im kommunistischen Sinne einen Ausweisungsbefehl und wurde 1940 bis 1941 in der Schweiz interniert.
Er blieb nach Kriegsende im Schweizer Exil. Sein im Jahr 1948 adoptierter Sohn Hans Krille (1923–1991, er nannte sich Jean Krillé) besuchte in der Schweiz die Kunstgewerbeschule Zürich bei Max Gubler und Johannes Itten und studierte in Bern Kunstgeschichte. Er arbeitete als Architekt und malte.

## Werke
- Sonnensehnsucht, Eine Dichtung aus dem Arbeiterleben. o. J. (1903)
- Aus engen Gassen. Gedichte. Johannes Sassenbach, Berlin 1904
- Anna Barenthin. Drama. J. Sassenbach, Berlin 1911
- Das stille Buch. Gedichte. Fleischel, Berlin 1913
- Die Flut. Drama. 1914
- Unter dem Joch. Die Geschichte einer Jugend. Fleischel, Berlin 1914 (wieder aufgelegt: Akademie-Verlag, 1975)
- Arbeiter-Jugend und Bildung. Vortrag. O. Wöhrle, Konstanz 1924
- Die rote Palette. Gedanken und Skizzen. O. Wöhrle, Konstanz 1924
- Aufschrei und Einklang. Ausgewählte Gedichte für die Jugend. Arbeiterjugend-Verlag, Berlin 1925
- Die Weihe. Festspiel. E. Altenberger, Waldenburg-Altwasser in Schlesien 1927
- Die bunte Stunde. Märchen. 1929
- Erlösung. Ein Prologspiel. E. Altenberger, Waldenburg-Altwasser in Schlesien 1929
- Frühlingssturm. Ein Sprechchor. E. Altenberger, Waldenburg-Altwasser in Schlesien 1929
- Der Wanderer im Zwielicht. Oprecht, Zürich 1936. In Deutschland 1938 in die „Liste des schädlichen und unerwünschten Schrifttums“ aufgenommen.[7]
- Klänge. Selbstverlag, Zürich 1943. Mit einem Titelbild und zwanzig Federzeichnungen von Hans Hofmann illegal im Selbstverlag.